# Timeseddel
En timeseddel er et stykke papir, hvorpå en arbejder noterer sit timeforbrug for en opgave. Sedlen danner grundlag for udbetaling af lønnen.
Timesedler anvendes af dem, der aflønnes efter deres tidsforbrug (f.eks. timeløn). I modsætning til fast aflønnede.
| Økonomi | Spire Denne artikel om økonomi er en spire som bør udbygges. Du er velkommen til at hjælpe Wikipedia ved at udvide den. |